# Ginger naplója
A Ginger naplója (As Told by Ginger) amerikai rajzfilmsorozat, mely a tizenéves korosztályt célozta meg. A rajzfilmet a Nickelodeon számára Emily Kapnek történeteiből Csupó Gábor és Arlene Klasky készítette, akik a Fecsegő tipegők, a Rocket Power, A Thornberry család és a Jaj, a szörnyek! című sorozatokat is megalkották. A történet főszereplője Ginger Foutley, aki, akárcsak a barátai, szeretne népszerűbbé válni iskolatársai között.
A sorozatot az Egyesült Államokban 2000. október 25-től 2006. november 14-ig sugározták. Magyarországi bemutatója ismeretlen, de a Nickelodeon megújulásáig, 2010. február 15-ig vetítették a 3 évadot, 60 epizódot és négy tévéfilmet megélt sorozatot, mely ez idő alatt népszerű lett (háromszor jelölték Emmy-díjra is). Egyedülálló volt abban a tekintetben, hogy voltak több epizódon, esetleg évadokon átívelő cselekményszálai, a karakterek fejlődtek, korosodtak, és akkoriban szokatlan módon a ruházatukat is rendszeresen cserélgették.

## Cselekménye
A sorozat főhőse a történet kezdetekor elsős gimnazista Ginger Foutley (Melissa Disney, magyar hangja Mezei Kitty). Barátai, Darren Patterson (Kenny Blank, magyar hangja Előd Álmos), Deirdre Hortense "Dodie" Bishop (Aspen Miller, magyar hangja Simonyi Piroska), és Macie Lightfoot (Jackie Harris) próbálnak az iskola "kockáiból" magasabb státuszba feltörni, és ennek során számos megpróbáltatáson mennek keresztül.
Ginger hatalmas szerencséjére az iskola legnépszerűbb diáklánya, Courtney Gripling (Liz Georges) kedveli őt és gyakran beavatja saját dolgaiba - odáig van ugyanis a "gingerizmusai" iránt. Courtney barátnője, Miranda Killgalen (Cree Summer) azonban féltékeny a saját pozíciójára, ezért rendszeresen keresztbe tesz a lánynak. Az élményeit Ginger rendszeresen egy napló formájában örökíti meg. Öccse, Carl (Jeannie Elias, magyar hangja Simonyi Balázs) és legjobb barátja, Robert Joseph "Hoodsey" Bishop (Tress MacNeille, magyar hangja Molnár Levente) rendszeresen valami rosszban sántikálnak. Anyjuk, Lois (Laraine Newman, magyar hangja Bókai Mária) egy elvált ápolónő, akire Ginger mindig számíthat.
A történet helyszíne a Connecticut állambeli fiktív település, Sheltered Shrubs, ami a New York állambeli Larchmonton alapul, ahol Emily Kapnek töltötte a gimnazista éveit. További helyszínek még Protected Pines, a gazdagok részére fenntartott zárt lakóövezet (gated community), ahol Courtney él. Ginger apja Brittle Branches-ben él.
A sorozat főcímdala, az "I'm In Between", amit Ray Raymond írt. Először Melissa Disney énekelte volna, de még a sugárzás előtt lecserélték a Cree Summerrel felvett változatra. Ezt nagyjából az első évad felénél ismét megváltoztatták arra, amelyben Macy Gray énekel.

## Témái és felépítése
Korának rajzfilmjeihez képest szokatlan módon a Ginger naplója szereplői karakterfejlődésen mennek keresztül az epizódok során. Ez volt az egyik fő jellegzetessége, ami népszerűvé tette.
Az első évadban Ginger és barátnői nagyjából hetedik osztályosok lehetnek (amerikai iskolarendszer szerint junior high school-ba járnak), a második évadban pedig már nyolcadikosok. Ebben az évadban Darrenről eltávolítják az addig az arcát elcsúfító fogszabályzót, aminek hatására jóképű lesz és hirtelen népszerű is. A harmadik évad közepén elvégzik a kilencedik osztályt is, és innentől átkerülnek az amerikai iskolai rendszer szerinti középiskolába (high school). Több epizódban is szerepelnek visszautalások korábbi részekre.
Szintén merőben szokatlan módon a szereplők epizódról epizódra átöltöznek, de akár egy részen belül is. Időtakarékossági és pénzspórolási célzattal ugyanis a legtöbb sorozat szereplői ugyanazt a ruhát hordják. Nemcsak a főszereplőkre, hanem a mellékszereplőkre is igaz ez, és például Darren esetében a fogszabályzója lekerülése után a ruhatárát is lecserélték. Ezzel szemben Carl és a korosztálya már jóval ritkábban váltogatják az öltözéküket. Hoodsey karaktere például gyakorlatilag mindig ugyanazt a lila kapucnis felsőt hordja. A ruhák mindazonáltal nem egyszer használatosak, hanem a szereplők rotációban hordják őket, és néhány epizód elteltével frissül fel a ruhatáruk.
A sorozat komoly témákkal is foglalkozik. Az egyik epizódban Gingert elárulják a barátnői, mert féltékenyek Darrenre. Egy másik részben a tanári kar és egyes diákok is azt hiszik, hogy Gingert öngyilkos gondolatok gyötrik, miután elolvasták az egyik nyomasztó versét. Ugyancsak egy másik részben Carl egyik rossz tréfája miatt a tanárnőjük, Mrs. Gordon (Kathleen Freeman, magyar hangja Illyés Mari) felmond, és hiába bocsát meg nekik és ígéri meg, hogy visszatér, erre már nem kerül sor, mert a tanárnő meghal. Ez azért is történt így, mert az epizód készítése közben maga Freeman is meghalt, így azt az ő emlékének ajánlották. Egy másik epizódban Ginger épp egy érzelmes szakításon van túl Darrennel, miközben a vakbélműtétjére vár. Egy alkalommal a készítők a függőségekről, jelesül a kávéfüggőségről készítettek egy részt. Komoly témái miatt ez az egyedlen Nicktoons-rajzfilm, amit a Nickelodeon a TeenNick blokkban vetített.

## Epizódok
| Évad | Évad  | Epizódok | Eredeti vetítés    | Eredeti vetítés    | Eredeti adó |
| Évad | Évad  | Epizódok | Első rész          | Utolsó rész        | Eredeti adó |
| ---- | ----- | -------- | ------------------ | ------------------ | ----------- |
|      | Pilot | Pilot    | 2015. október 9.   | 2015. október 9.   |             |
|      | 1     | 20       | 2000. október 25.  | 2001. december 10. |             |
|      | 2     | 20       | 2002. február 11.  | 2003. június 29.   |             |
|      | 3     | 20       | 2003. augusztus 9. | 2006. november 14. |             |

A vetítés során négy tévéfilm-szerű epizód készült.
- Summer of Camp Caprice: Ginger, Dodie, Macie és Courtney egy nyári táborba mennek, míg Darren és Miranda egy katonai kiképzőtáborba (ahol történetesen Miranda apja szolgál). Carl és Hoodsey pedig kutyanepperek nyomában jár.
- Foutleys On Ice: Ginger ösztöndíjat nyer el egy művészeti iskolába, Carl és Hoodsey pedig összebarátkoznak egy lánnyal, a látszólag telekinetikus képességekkel rendelkező Noelle Sussman-nel (Emily Kapnek, magyar hangja Nemes Takách Kata)
- Butterflies Are Free: az epizód Ginger és barátnői útját mutatja a középiskolába kerüléskor.
- The Wedding Frame: az egyben a sorozatot is lezáró epizódban Lois férjhez megy az egyik orvoshoz a kórházból.

A Nickelodeon eredetileg azt szerette volna, ha az utolsó epizód nem varrja el annyira a szálakat, ugyanis bíztak abban, hogy esetleg lehet még folytatni a sorozatot. Erre azonban végül sosem került sor.
Az első évad rendkívül népszerű volt, a nézettség azonban elkezdett csökkenni a második évaddal, főként azért, mert folyton változott a vetítés időpontja. Ezért aztán 2004-ben a Nickelodeon le is vette a műsorról a harmadik évad közben, úgy, hogy a 20 epizódból csak tízet adtak le. A Nicktoons, amelyen 2002 óta szintén adták a sorozatot, végül a fennmaradó tíz részből leadott még kettőt 2004-2006 között. Ezek közül egyetlen rész volt, amelyik a szereplők középiskolás éveiről szólt. A fennmaradó hat részt a Nickelodeon sosem adta le, hanem 2016-ban a TeenNick "The Splat" blokkjában mutattak be még négyet. 2021-ben a CBS All Access streamingszolgáltatásban a fennmaradó két epizód is megtekinthetővé vált. Ezek egyike éppen a sorozatot lezáró "The Wedding Frame" volt, amelyik 2004-ben DVD-n jelent csak meg.

## Forráshivatkozások
1. ↑  http://articles.orlandosentinel.com/2000-10-25/lifestyle/0010250091_1_ginger-popular-jeannie-elias
2. ↑  Shattuck, Kathryn. „FOR YOUNG VIEWERS; Leaving Larchmont, Again”, The New York Times, 2003. augusztus 3. (Hozzáférés: 2024. január 10.) (amerikai angol nyelvű)
3. ↑  Rutenberg, Jim. „TV NOTES; Nickelodeon's Tweens”, The New York Times, 2001. február 14. (Hozzáférés: 2024. január 10.) (amerikai angol nyelvű)
4. ↑  Why 'As Told By Ginger' Still Feels So Real 10 Years Later (angol nyelven). EW.com. (Hozzáférés: 2024. január 10.)
5. ↑  Salamon, Julie. „CRITIC'S NOTEBOOK; Grabbing Viewers 'Tween 8 and 14”, The New York Times, 2002. február 15. (Hozzáférés: 2024. január 10.) (amerikai angol nyelvű)
6. ↑  Patrice A. Oppliger: Bullies and Mean Girls in Popular Culture.  2013–10–03.  ISBN 978-0-7864-6865-2 Hozzáférés: 2024. január 10.
7. ↑  Sarah Banet-Weiser: Kids Rule!: Nickelodeon and Consumer Citizenship.  2007–09–03.  ISBN 978-0-8223-3993-9 Hozzáférés: 2024. január 10.
8. ↑  „FOR YOUNG VIEWERS; Sunday Bests”, The New York Times, 2001. március 4. (Hozzáférés: 2024. január 10.) (amerikai angol nyelvű)